# FK Kazakhmys Sätbajev
Qazaqmıs FK Sätbaev (Kazachs Қазақмыс ФК Сәтбаев) was een voetbalclub uit de Kazachse stad Sätbaev.
De club werd in 2006 opgericht in de stad Sätbaev (in de buurt van Jezqazğan) en werd reeds in 2007 kampioen van de Kazachse Eerste Divisie. De club mocht vanwege de financiële situatie echter niet promoveren. Een jaar later werd de club wederom kampioen en promoveerde toen wel. In 2009 degradeerde de club weer naar de Eerste divisie. Op 25 mei 2011 maakte de club bekend dat ze zich terugtrok uit de competitie.
De club werkte haar wedstrijden af op kunstgras in een hal (Qazaqmıs Stadïon), die 2.300 toeschouwers kon bevatten, binnen een modern sportcomplex. De hal en het sportcomplex bestaan anno 2013 nog steeds; op haar website presenteerde de club zelfs een nieuw, Engelstalig logo (Academy Kazakhmys Satpaev), maar of de club een doorstart heeft gemaakt en nog wedstrijden speelt, is niet bekend.

## Erelijst
- Kampioen van de Pervoj-Liga

2007, 2008

## Historie in dePremjer-Liga
| Jaar | Competitie   | Prestatie                                    | (Naam) |
| ---- | ------------ | -------------------------------------------- | ------ |
| 2006 | Superliga    |                                              |        |
| 2007 | Superliga    |                                              |        |
| 2008 | Premjer-Liga |                                              |        |
| 2009 | Premjer-Liga | 12de plaats in de competitie en gedegradeerd |        |
| 2010 | Premjer-Liga |                                              |        |
| 2011 | Premjer-Liga |                                              |        |

Premjer-Liga · 
birinşi lïgası ·
Beker van Kazachstan · 
Supercup van Kazachstan

Kazachse deelnemers aan de AFC-toernooien · 
Kazachse deelnemers aan de UEFA-toernooien

Kazachse voetbalbond · 
Kazachs voetbalelftal